# Jean-Philippe Uzan

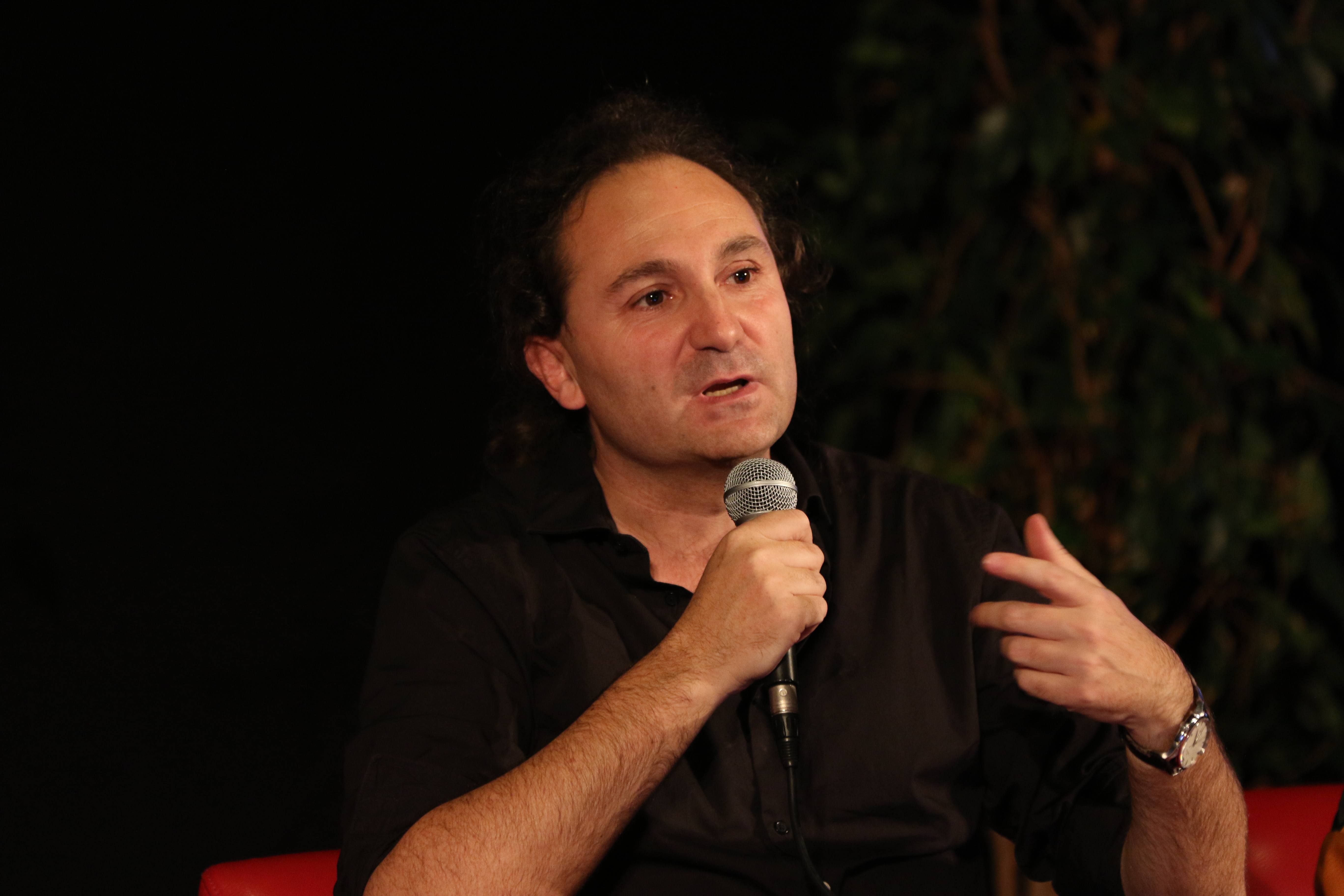
Jean-Philippe Uzan (2015)

Jean-Philippe Uzan (* 1969) ist ein französischer Kosmologe und Astrophysiker.

## Laufbahn
Uzan legte 1987 sein Abitur (Baccalauréat C) ab und besuchte anschließend drei Jahre eine vorbereitende Schule (Classe préparatoire) für die Eingangsprüfungen in eine der Grandes écoles von Frankreich. Ab 1990 studierte er an der École nationale supérieure des mines in Paris (heute Mines ParisTech) mit Spezialisierung in Geowissenschaften. Ab 1993 war er an der École normale supérieure von Paris, die er 1994 mit dem Diplôme d’études approfondies (DEA) in Theoretischer Physik abschloss. Nach dem Wehrdienst als Forscher am schwedischen Institut für Weltraumphysik (IRF) in Uppsala  arbeitete er bei Nathalie Deruelle an seiner Dissertation. Die Promotion erfolgte 1998 an der Universität Paris-Süd. Als Post-Doktorand war er an der Universität Genf. Danach forschte er für das Centre national de la recherche scientifique (CNRS), nach der Habilitation (Habilitation à diriger des recherches) im Jahre 2007 an der Universität Paris VI (Pierre und Marie Curie) und am Institut d’astrophysique de Paris, wo er seit 2009 Forschungsdirektor des CNRS ist.
Jean-Philippe Uzan schlug die Prüfung von alternativen (höherdimensionalen) Gravitationstheorien sowie der Tensor-Vektor-Skalar-Gravitationstheorie in der Kosmologie vor und untersuchte die Variation der physikalischen Konstanten, die Topologie des Universums und nicht-gaußsche Fluktuationen und Anisotropien bei großräumigen kosmologischen Strukturen und in der Hintergrundstrahlung (CMB).
2010 erhielt er den Paul-Langevin-Preis. Neben zahlreichen Publikationen der Fachliteratur veröffentlichte Uzan auch populärwissenschaftliche Werke, darunter zwei Kinderbücher. 2021 wurde ein Asteroid nach ihm benannt: (35391) Uzan.

## Schriften
- mit Patrick Peter: Primordial cosmology, Oxford University Press 2009 (französisches Original: Cosmologie primordiale, Belin 2005)
- mit Aurélien Barrau, Patrick Gyger, Max Kistler Multivers – mondes possibles de l’astrophysique, de la philosophie et de l’imaginaire, édition La Ville Brûle 2011
- mit Nathalie Deruelle: Mécanique et gravitation newtoniennes, Vuibert 2006
- mit Nathalie Deruelle: Théories de la relativité, Belin 2011
- mit Bénédicte Leclercq De l'importance d'être une constante, Dunod 2005
  - englische Ausgabe The natural laws of the universe, Springer Verlag 2008
- mit  Roland Lehoucq Les constantes fondamentales, Belin 2005
- Varying constants, gravitation and cosmology, Living Reviews, 2010, Online
- The fundamental constants and their variation: observational and theoretical status, Reviews of Modern Physics, Band 75, 2003, S. 403–455, Arxiv
- The acceleration of the universe and the physics behind it, General Relativity and Gravitation, Band 39, 2007, S. 307–342

Kinderbücher
- mit Pascal Lemaître Ici l'Univers !, éditions le Pommier, 2007
- mit Barbara Martinez La gravitation, ou pourquoi tout tombe toujours, éditions le Pommier, 2005